# گویش تارانتینو
گویش تارانتینو یکی از گویش‌های زبان سیسیلی است. این گویش به زبان ناپولی و زبان ایتالیایی بسیار نزدیک است.